# Ріікка Пурра
Ріікка Катріна Пурра (фін. Riikka Purra фін. вимова: [ˈriːkːɑ ˈkɑtriːnɑ ˈpurːɑ]; 13 червня 1977; Пірккала, Пірканмаа) — фінська політична діячка, з 2023 року заступниця прем'єр-міністра Фінляндії та міністра фінансів. Також членкиня парламенту Фінляндії від партії Істинні фіни за виборчим округом Уусімаа. У серпні 2021 року була обрана новою лідеркою партії після Юссі Галла-аго.

## Біографія
Народилася 13 червня 1977 року в Пірккала.
Закінчила Університет Турку. Здобула ступінь магістра суспільно-політичних наук.  Вивчала політологію, економіку, екологічну політику, а пізніше — педагогіку. Пурра працювала в університеті науковою співробітницею та викладачкою.

## Політична кар'єра
2016 році Пурра приєдналася до партії Істинні фіни як політична консультантка. Вона працювала керівницею передвиборчої кампанії кандидатки в президенти Лаури Хухтасаарі на президентських виборах у Фінляндії у 2018 році. У червні 2019 року вона була обрана депутаткою парламенту від виборчого округу Уусімаа, набравши 5 960 голосів, і стала першою заступницею лідера партії Істинні фіни.
У березні 2021 року вона розкритикувала уряд за перевитрати, коли під час пандемії COVID-19 у Фінляндії було сформовано пакет підтримки муніципалітетів на суму 3 мільярди євро.
У липні 2021 року Пурра оголосила, що балотуватиметься на посаду голови партії Істинні фіни, прагнучи стати першою жінкою, яка очолить партію. Вона заявила, що партія ніколи не братиме участі в уряді, де вона не зможе суттєво змінити імміграційну політику Фінляндії. Вона була обрана лідеркою партії 14 серпня 2021 року на партійних зборах у місті Сейняйокі.
Пурра каже, що хоче боротися зі «шкідливою» імміграцією з країн, що розвиваються, і виступає за політику економічної економії.

## Контроверсії

### Початок липня 2023 року
5 липня 2023 року Пурра оголосила про призначення Вілле Рідмана новим міністром економіки. Рішення було неоднозначним. До призначення депутат Рідман був членом партії Істинних фінів лише пів року, представляючи до цього NCP прем'єр-міністра Петтері Орпо. У 2022 році Рідмана звинуватили у сексуальному насильстві кілька жінок з його минулого життя. Ці звинувачення призвели до того, що лідер NCP Орпо практично засудив Рідмана.
Призначення Рідмана пов'язане з несподіваною відставкою попереднього міністра економіки Вільгельма Юнніли, який звільнився після всього 10 днів на посаді. Відставка Юнніли була викликана скандалом, пов'язаним з його ймовірними зв'язками з ультраправими групами, що призвело до висловлення йому вотуму недовіри. Стрімка відставка Юнніли створила неспокійний політичний клімат, посиливши контроль і увагу до призначення Рідмана.

### Середина липня 2023 року
10 липня в ЗМІ з'явилися онлайн-коментарі Пурри, написані у 2008 році до початку її політичної кар'єри в блозі Юссі Галла-аго «Scripta». У коментарях під ніком riikka вона часто використовувала слово «neekeri» та інші расистські та принизливі висловлювання, такі як «член мокко» («mocha dick») та «турецька мавпа» («turkish monkey»), описуючи сексуальні домагання з боку чоловіків іммігрантського походження. Вона написала про протистояння в приміському потязі з групою молодих іммігрантів: «Якби вони дали мені пістолет, у приміському поїзді були б трупи». В одній публікації вона запитала, чи хтось зі спільноти «Netsit» готовий «плювати на жебраків і бити негрів сьогодні в Гельсінкі?» Крім того, вона описала «звук, який видають темношкірі чоловіки, коли вони проходять повз вас», як «не свист (це було б занадто очевидно), а шипіння між зубами», додавши: «Чим більше Абдулла прагне, тим більше слини витікає разом з ним».
Спочатку Пурра відмовилася підтвердити, чи стоїть вона за цим ніком, а також заявила, що не має наміру йти у відставку або шкодувати про свої минулі дії. Однак після того, як деякі представники правлячих партій засудили ці коментарі, а президент Саулі Ніійністе закликав уряд зайняти чітку позицію абсолютної нетерпимості щодо расизму, Пурра вибачилася за свої коментарі. Пурра також заявила, що деякі з використаних виразів були внутрішнім гумором.
Незабаром після цього в соціальних мережах почали поширюватися нові статті Пурри за 2019 рік, у яких вона називала жінок у бурці «невпізнанними чорними мішками, яких можна опізнати як людей лише завдяки маленьким людям, яких вони зазвичай тягнуть за собою», в контексті критики практики носіння паранджі як такої, що дегуманізує людину. Прем'єр-міністр Орпо назвав уривок із записів неприйнятним, але вважав, що попередніх вибачень Пурри було достатньо. Пізніше Орпо пояснив, що він вважає, що ці статті захищають права жінок.
До 13 липня 2023 року всі опозиційні партії вимагали від спікера парламенту Юссі Галла-аго, який належить до тієї ж партії, що й Пурра Рііка, відкликати парламент з літніх канікул для проведення вотуму довіри Пуррі. 15 липня Галла-аго у відповідь заявив, що питання не є настільки нагальним, щоб розпускати парламент.

#### Вплив і наслідки
Контроверсії привернули значну увагу світових ЗМІ, пов'язуючи ультраправий екстремізм, нацизм і расизм з урядом. Фінський бізнес-сектор висловив занепокоєння щодо впливу дебатів про расизм у Фінляндії, які потенційно можуть зашкодити її міжнародній репутації, яка вже зіткнулася з негативним розголосом через справу Юнніла. Головні занепокоєння генерального директора Яакко Хірвола з Technology Industries of Finland та генерального директора Мікаеля Пентікяйнена з Yrittäjät, національної організації захисту прав малих і середніх підприємств, стосувалися експортних можливостей, а також привабливості Фінляндії як інвестиційного напрямку та сприятливого місця для працівників.
Головний редактор Tekniikka&Talous Харрі Юнттіла назвав партію Істинних фінів реакційною і звинуватив її у знищенні конкурентоспроможності фінського експортного сектору.
Професорка з комунікаційних досліджень Ану Кантола з Гельсінського університету висловила занепокоєння, що Фінляндію потенційно можуть асоціювати зі східноєвропейськими консервативними державами. Вона підкреслила, що суперечки навколо міністрів у нещодавньому уряді Орпо, пов'язані з расизмом і зв'язками з ультраправими, створюють переконливий наратив для міжнародних ЗМІ. На її думку, цей наратив суперечить попередньому ліберальному іміджу Фінляндії та може створити негативний образ країни.
На противагу цьому, Пурра отримала сильну підтримку від своєї партії та прем'єр-міністра Орпо. Згідно з опитуванням, проведеним газетою Helsingin Sanomat серед керівників партійних округів, кожен з них висловив думку, що дії Пурри не заслуговують на критику. Марко Мустонен, голова округу партії Істинних фінів у Кайнуу, вважає, що повідомлення ЗМІ є спробою зірвати роботу уряду. Він підсумував настрої, які поділяють багато районних лідерів, заявивши: «Підтримка Пурри залишається сильною та непохитною. Рійкка — хороша людина, хороша міністерка, а також сильна та здібна лідерка». В опитуванні Helsingin Sanomat взяли участь 12 голів партійних округів з 16.
Згідно з опитуванням, проведеним з 14 по 19 липня 2023 року, 47 % вважали, що Пурра повинна піти у відставку, тоді як 40 % вважали, що вона не повинна.

### Інші висловлювання
Пурра також написала на Scripta, що вона сподівається, що 17-річна дівчина візьме на себе відповідальність за сексуальне насильство після того, як знепритомніла від алкогольного сп'яніння, і що це «стане для дівчини уроком», оскільки дівчина, про яку йде мова, перебувала серед ромських чоловіків.

## Особисте життя
Пурра одружена і має двох дітей. Живе зі своєю родиною в Кіркконуммі, де місцева асоціація належить до партії Істинні фіни. За її словами, на її погляди на імміграцію вплинуло те, що в підлітковому віці вона зазнала сексуальних домагань з боку осіб з-поміж біженців, коли жила в Тампере. Вона зацікавилася імміграційною політикою, коли прочитала блог Юссі Галла-аго «Scripta» та брала участь в дискусіях на інтернет-форумах.
Пурра — вегетаріанка.
Пурра здобула ступінь магістра політології та захистила докторську дисертацію з міжнародної політики в Університеті Турку. До приходу в політику вона працювала викладачкою і науковою співробітницею.

## Виноски
1. ↑  "Netsit" is a nickname for anti-immigration netizens which is also a play on the Finnish word for Nazis, natsit.